# Ильберштедт
Ильберштедт (нем. Ilberstedt) — община в Германии, в земле Саксония-Анхальт. 
Входит в состав района Зальцланд. Подчиняется управлению Зале-Виппер.  Население составляет 1149 человек (на 31 декабря 2010 года). Занимает площадь 14,93 км².
Коммуна подразделяется на 2 сельских округа.